# Deutschlands Ukraine-Politik seit 2022

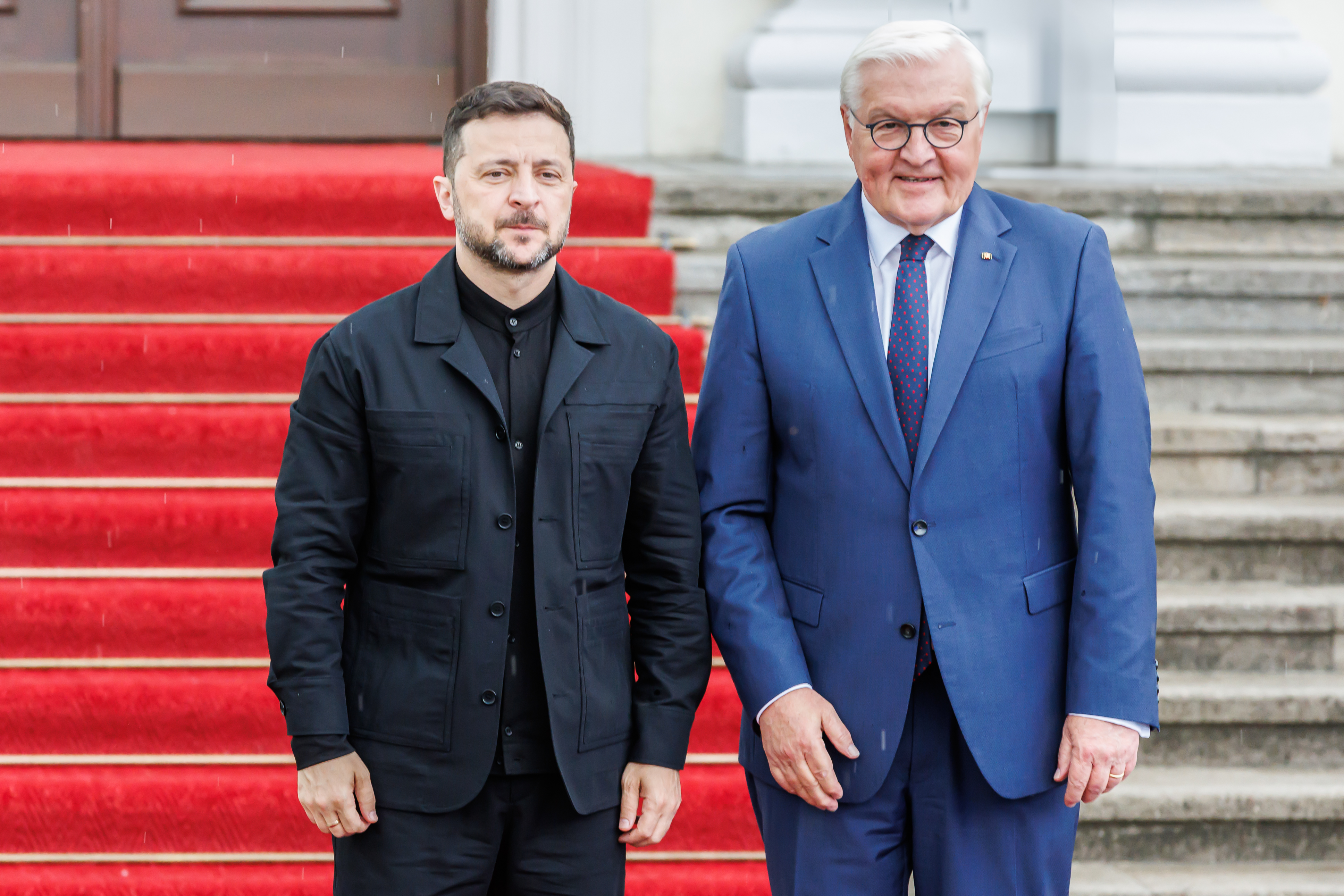
Präsident Wolodymyr Selenskyj bei seinem Besuch in Berlin, 2025

Deutschlands Ukraine-Politik umfasst die Unterstützung Deutschlands für die Ukraine seit dem Überfall Russlands auf die Ukraine (2022) mit andauernden militärischen, finanziellen und humanitären Hilfsleistungen. Mit Hilfen von rund 34 Milliarden Euro (Stand: 2024) gehört Deutschland zu den bedeutendsten Unterstützern der Ukraine.
Deutschland hat der Ukraine bis Juni 2024 Hilfen im Gesamtwert von rund 34 Milliarden Euro zur Verfügung gestellt, was das Land nach den USA zum zweitgrößten bilateralen Unterstützer macht. Die militärische Unterstützung beinhaltet Waffenlieferungen wie Luftabwehrsysteme, Kampf- und Schützenpanzer, Artilleriemunition und Aufklärungsdrohnen. Im Mai 2023 stellte die Bundesregierung ein Unterstützungspaket im Wert von 2,7 Milliarden Euro zusammen. Deutschland hat auch zur Ausbildung ukrainischer Soldaten beigetragen, mit rund 6500 Soldaten, die bis September 2023 in Deutschland trainiert wurden.
Bundeskanzler Olaf Scholz betonte wiederholt Deutschlands Entschlossenheit, die Ukraine „so lange wie nötig“ zu unterstützen. Er unterzeichnete im Februar 2024 ein deutsch-ukrainisches Sicherheitsabkommen, das die fortgesetzte Unterstützung Deutschlands festschreibt.
Die Parteien in Deutschland zeigen unterschiedliche Haltungen zur Ukraine-Unterstützung. Während die Regierungskoalition aus SPD, Grünen und FDP die Hilfen weitgehend unterstützt, gibt es in der Opposition (AFD und Bündnis Sahra Wagenknecht) differenzierte Ansichten. Neben der militärischen Hilfe leistet Deutschland auch bedeutende humanitäre Unterstützung und beteiligt sich an den Planungen für den Wiederaufbau der Ukraine. Deutschland wird im Juni 2024 gemeinsam mit der Ukraine eine internationale Wiederaufbau-Konferenz in Berlin ausrichten.
Deutschland nahm auch an der Schweizer Konferenz zum Frieden in der Ukraine teil und stimmte der Abschlusserklärung, dem „Joint Communiqué on a Peace Framework“ zu, das die „territoriale Integrität“ der Ukraine garantiert.